# Tar (informatika)
tar (anglická výslovnost [taː(r)]; akronymická zkratka z tape archiver, česky páskový archivovač) je souhrnný název jednak pro souborový formát sloužící k uložení mnoha jednotlivých souborů, jednak pro jednoúčelové programy, které s tímto formátem pracují. Formát samotný vznikl v počátcích Unixu a až později byl standardizován v rámci normy POSIX. Původně pomáhal při archivaci souborů na páskových jednotkách, ale později se jeho užívání rozšířilo a dnes je používán všude tam, kde je vhodné pro účely distribuce či archivace sloučit více souborů do jednoho tak, aby se zachovaly informace o adresářové struktuře, přístupových právech a dalších atributech, které běžně souborový systém obsahuje.

## Klíčové implementace
V minulosti byl tar implementován na mnoha systémech. Také mnohé archivační programy mají alespoň částečnou podporu formátu tar, používajíce jednu z níže uvedených implementací. Historii taru lze shrnout jako příběh nekompatibilit, známý jako tarové války (anglicky „tar wars“).
Klíčové implementace v chronologickém pořadí:
- Solaris tar, založený na původním taru z UNIXu V7; v Solarisu je implicitní (default).
- star (unique standard tape archiver), napsán roku 1982 (autor Jörg Schilling) pod licencí CDDL.
- GNU tar je implicitní na většině distribucí Linuxu. Vychází z pdtaru vyvíjeného od roku 1987. Jeho současné verze si poradí s vícerem formátů (ustar, pax, GNU a v7).
- FreeBSD tar (též BSD tar) se stal implicitním v systémemech založených na BSD, tedy včetně macOSu. Umí automaticky detekovat formát souboru a extrahovat obsah archivů tar, pax, cpio, zip, jar, ar, xar, rpm a ISO 9660 CD-ROM image.

Navíc může většina implementací paxu číst i vytvářet mnoho typů souborů tar.

## Struktura
Formát ustar se skládá z 512bajtových bloků.
První blok je vždy hlavička (angl. Header Block), která nese mimo jiné informaci o názvu a typu souboru (běžný soubor, adresář, symbolický odkaz, apod.)
Původní formát ustar umožňuje uložit soubory s názvy až délky 255 znaků s tím, že celý název musí být rozdělitelný na 155znakový prefix a 100znakový krátký název.
Pokud se jedná o běžný soubor, následuje ještě několik datových bloků.
Protože velikost souboru nemusí být násobkem 512 bajtů, je poslední datový blok doplněn nulami.
Bezprostředně poté následuje další hlavička a případný obsah souboru.
Konec archivu je indikován dvěma nulovými bloky (blok se skládá pouze z nul).
Všechny informace v hlavičce jsou uvedeny v textové podobě, přičemž čísla jsou vyjádřena v osmičkové soustavě.
| název    | délka | vysvětlení                                                        |
| -------- | ----- | ----------------------------------------------------------------- |
| name     | 100   | krátký název souboru                                              |
| mode     | 8     | oprávnění                                                         |
| uid      | 8     | UID vlastníka                                                     |
| gid      | 8     | GID vlastníka                                                     |
| size     | 12    | velikost souboru v bajtech                                        |
| mtime    | 12    | čas modifikace souboru                                            |
| chksum   | 8     | kontrolní součet bloku s hlavičkou                                |
| typeflag | 1     | typ souboru (adresář, běžný soubor, atd.)                         |
| linkname | 100   | cíl odkazu (v případě, že se jedná o symbolický nebo pevný odkaz) |
| magic    | 6     | identifikátor verze archivu (např. ustar 00)                      |
| version  | 2     | identifikátor verze archivu (např. ustar 00)                      |
| uname    | 32    | uživatelské jméno a skupina vlastníka                             |
| gname    | 32    | uživatelské jméno a skupina vlastníka                             |
| devmajor | 8     | hlavní a vedlejší číslo zařízení (v případě speciálního souboru)  |
| devminor | 8     | hlavní a vedlejší číslo zařízení (v případě speciálního souboru)  |
| prefix   | 155   | prefix názvu souboru                                              |
| padding  | 12    | výplň do počátku dalšího bloku                                    |

## Přípony archivů a komprese

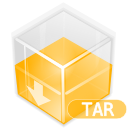
Ikona pro tar soubory v prostředí KDE

Obvykle se pro tarové archivy používá přípona .tar. Velmi často jsou ovšem tyto soubory po zpracování tarem ještě předány kompresnímu programu, nejčastěji gzip, bzip2, compress či LZMA a pak se pro indikaci použitého kompresního programu používá dvojitá přípona, tedy například .tar.gz nebo .tar.bz2. Z doby používání souborového systému FAT16, kdy bylo možné používat jen jednu tříznakovou příponu, navíc přežívají zkrácené přípony, například .tgz, .taz či .tlz.
| způsob komprese | plná přípona | zkrácená přípona |
| Gzip            | .tar.gz      | .tgz             |
| bzip2           | .tar.bz2     | .tbz i .tb2      |
| compress        | .tar.Z       | .taz             |
| LZMA            | .tar.lzma    | .tlz             |
| xz              | .tar.xz      | .txz             |
| zstandard       | .tar.zst     | .tzst            |

Běžné verze programu tar (například BSD a GNU) mají přepínače -z (pro gzip) a -j (pro bzip2), při jejichž použití program sám provede hned po zabalení kompresi.
Od verze 1.31 programu GNU tar vydané v lednu 2019 je podporována komprese Zstandard (vyvinul ji Facebook). Lze ji použít přepínačem --zstd.